# Lino Selvatico
Lino Selvatico (Padoue, 20 juillet 1872 - Trévise, 25 juillet 1924) est un peintre italien du début du XXe siècle.

## Biographie
Fils de Riccardo, célèbre promoteur d'expositions vénitiennes, il est initié par son père aux études juridiques et artistiques.
Il participe à de nombreuses expositions internationales vénitiennes dont des expositions individuelles en 1912 et 1922.
Il mourut à l'hôpital de Trévise le 25 juillet 1924 à la suite d'un accident de la route alors qu'il conduisait sa moto. 

## Œuvre
Il présente le Portrait du professeur G. Bordiga, sa première œuvre, à la IIIe Exposition Internationale de l'art vénitien en 1899. 
Il s'inspire à ses débuts de deux artistes vénitiens de l'époque Giacomo Favretto et Ettore Tito. Il ne poursuit pas la tendance anecdotique de Favretto, mais suit la technique du portrait de Tito, avec ses modèles mondains et élégants. Cela lui gagne un grand succès parmi l'aristocratie vénitienne. 
En 1926, après sa mort, une grande rétrospective lui est consacrée, avec 45 œuvres.

### Œuvres en collections publiques
- Portrait du Professeur G. Bordiga (1899), huile sur toile[2].
- Portait de la contesse Anna Morosoni (1900), huile sur toile, Musée Fortuny (Prêt du musée Ca' Pesaro)
- Portrait de petite fille - Petit Chaperon Gris Peinture (1903), huile sur toile, 160 × 86 cm, Ca' Pesaro, Venise[3].
- Mère et Enfant (1922), huile sur toile, 161 × 113 cm, Ca' Pesaro, Venise[3].

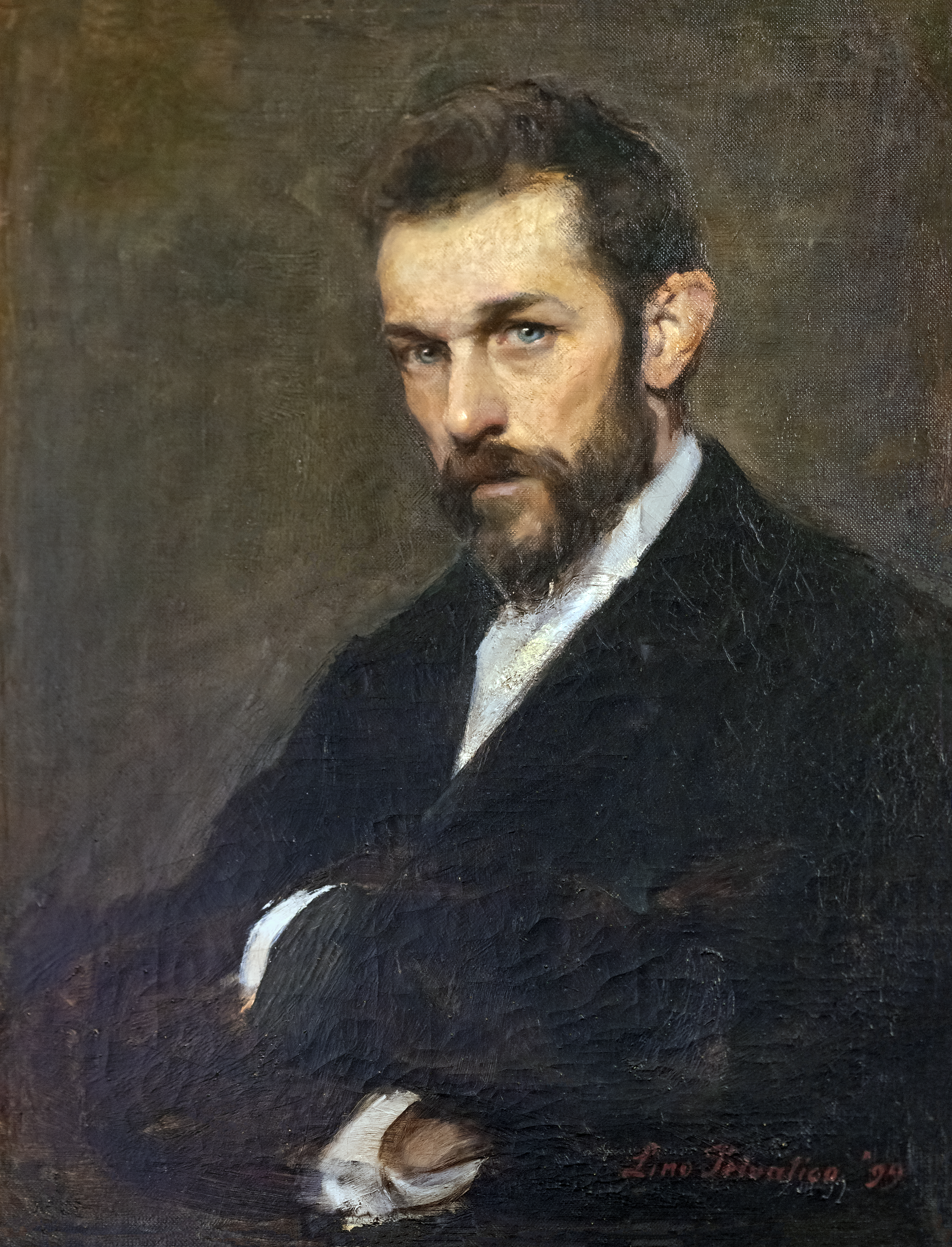
Portrait de Giovanni Bordiga , 1899 Pinacoteca Querini Stampalia
Portait de la comtesse Anna Morosoni,  1908 Musée Fortuny

### Œuvres en collections privées

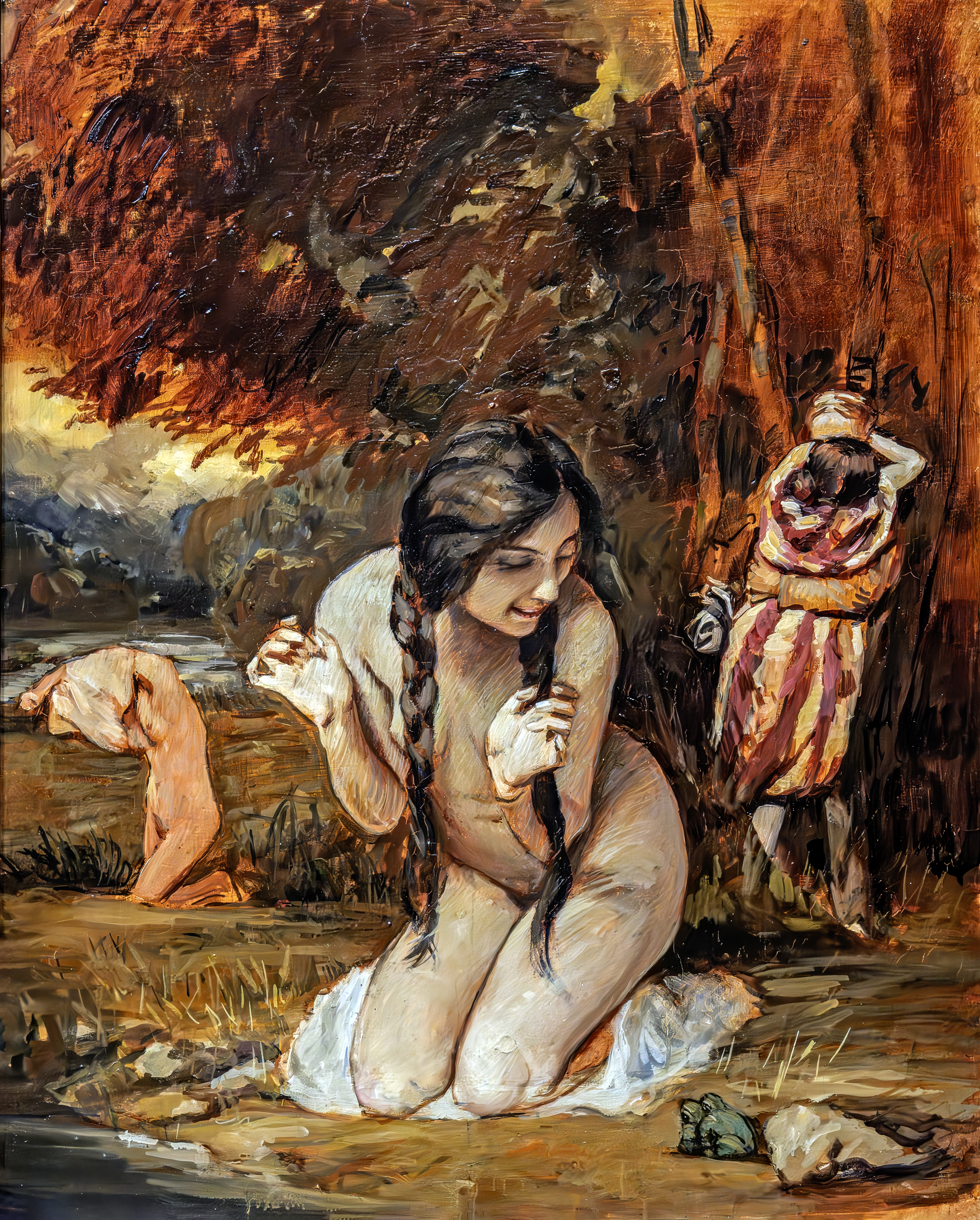
Coucher de soleil au printemps vers 1905
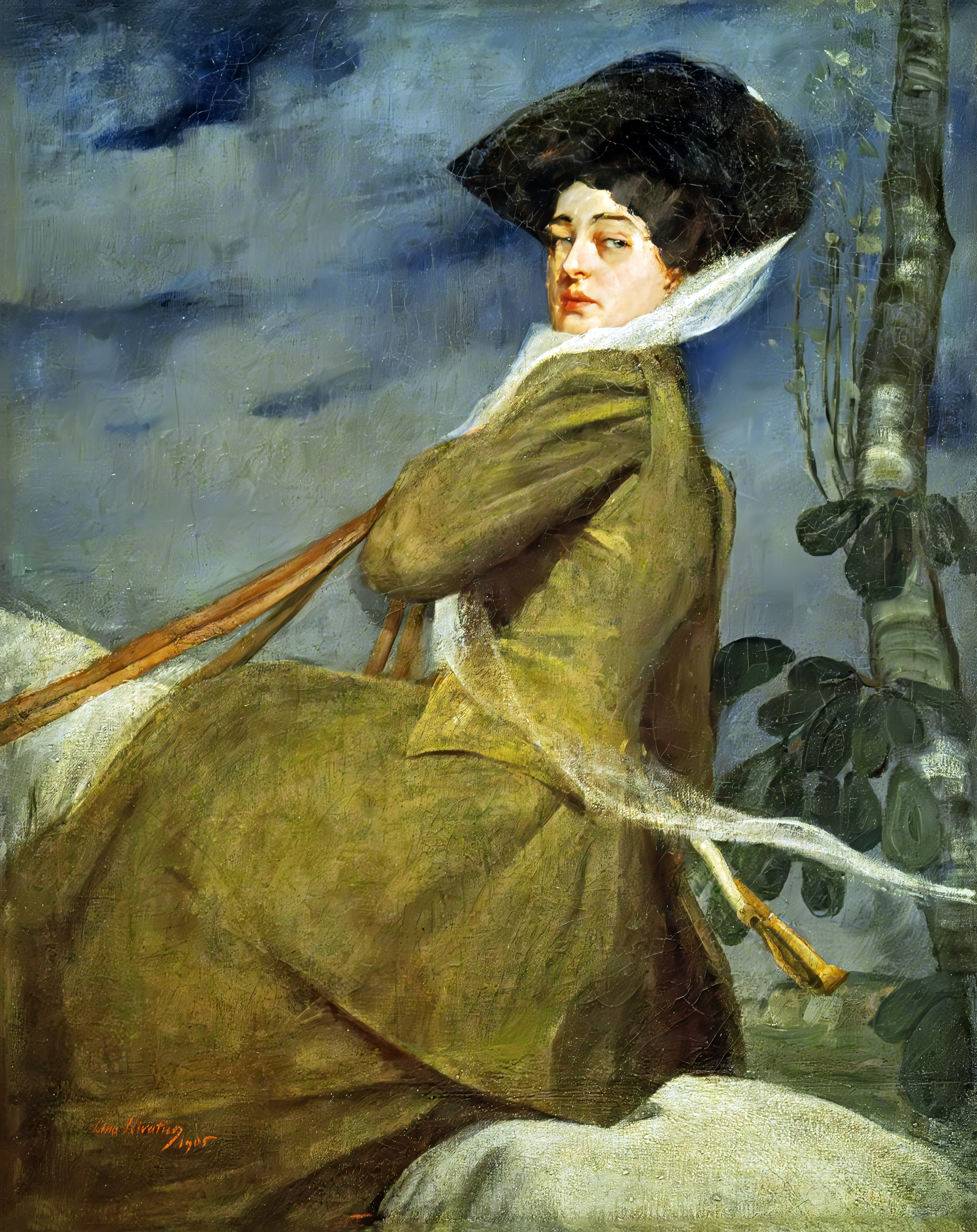
Amazone (1905)
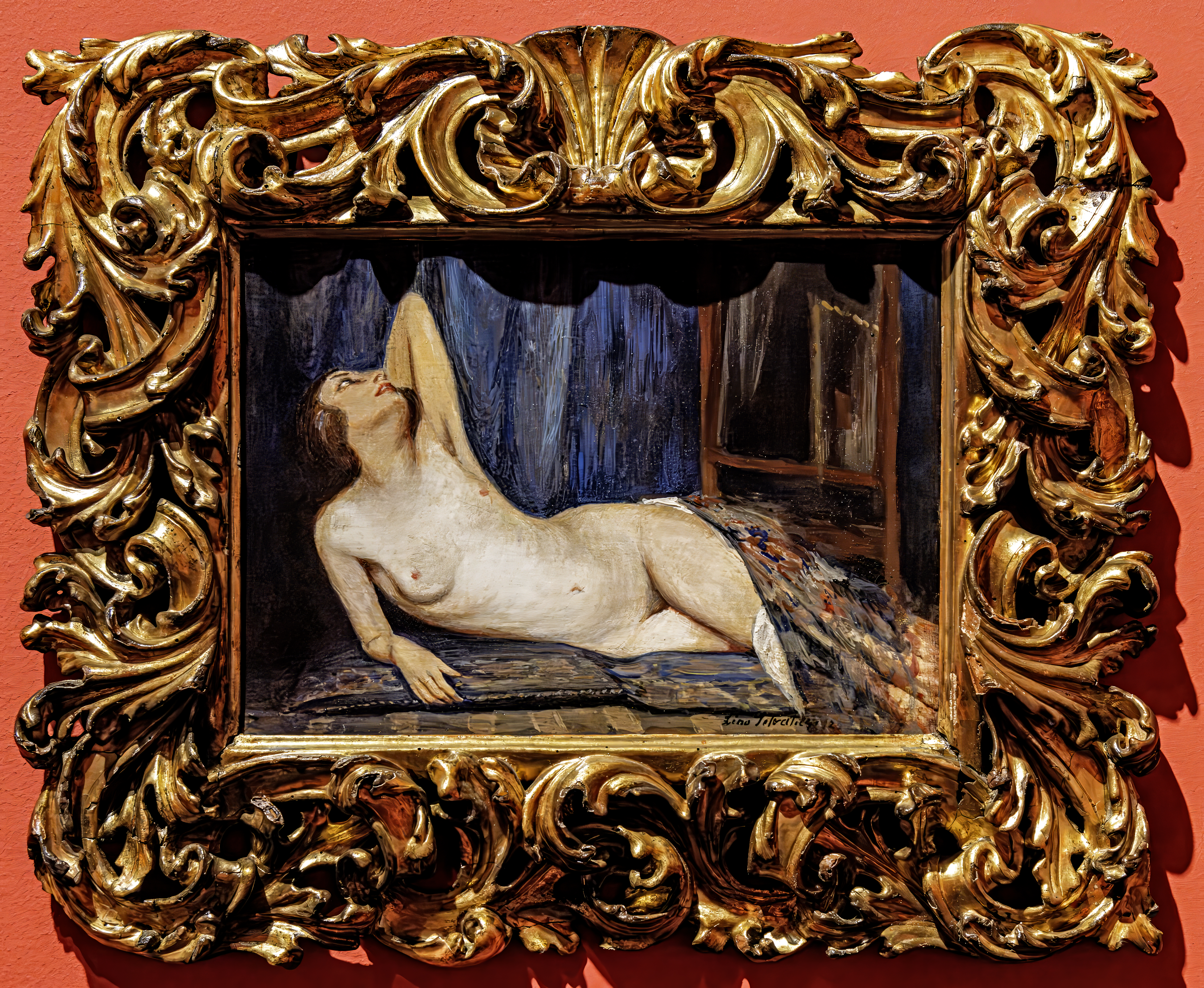
Nu au mirroir (1912)
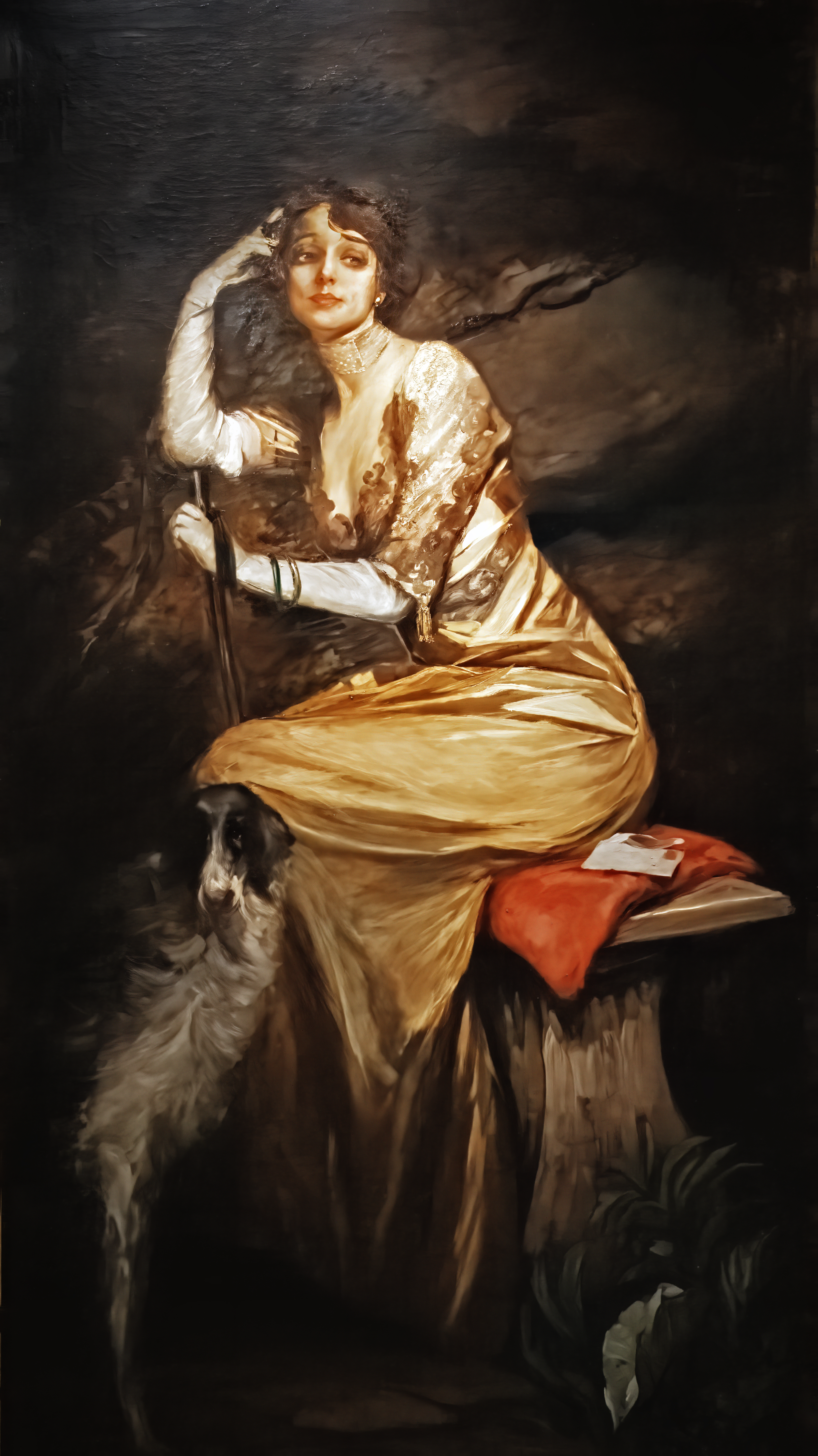
Dame en jaune
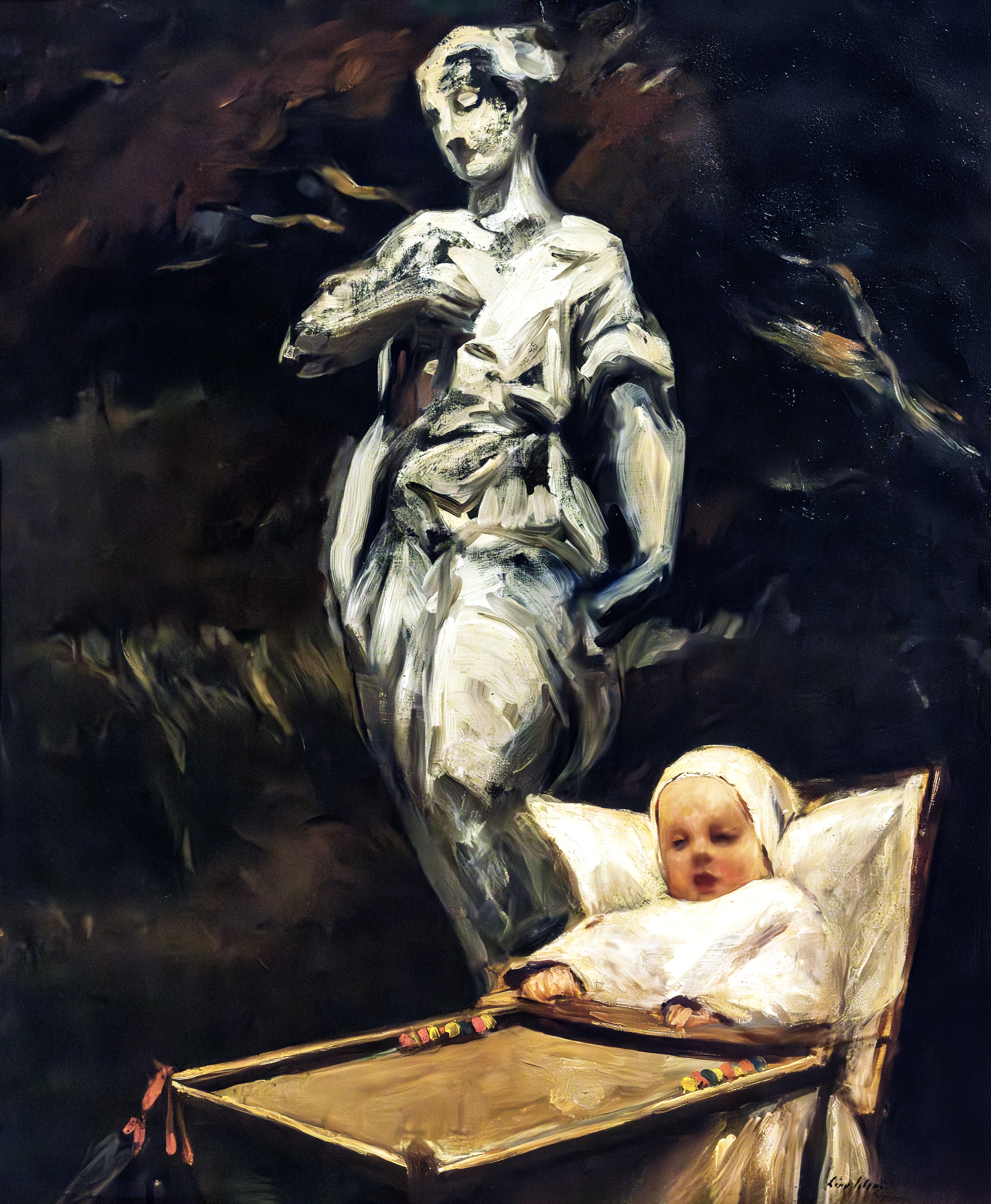
Portrait de mon enfant (1915)
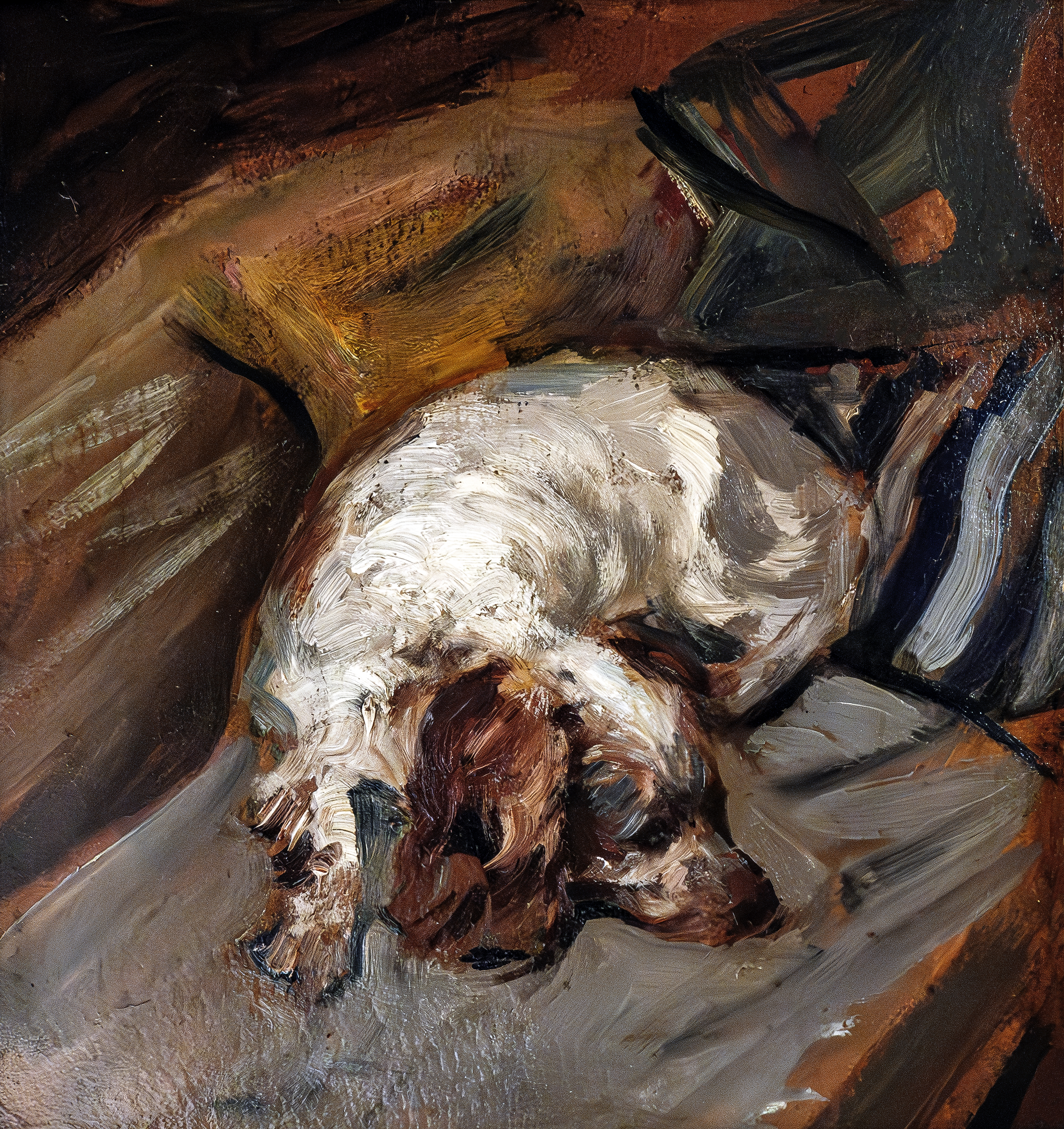
La chienne 'Sara' vers 1915
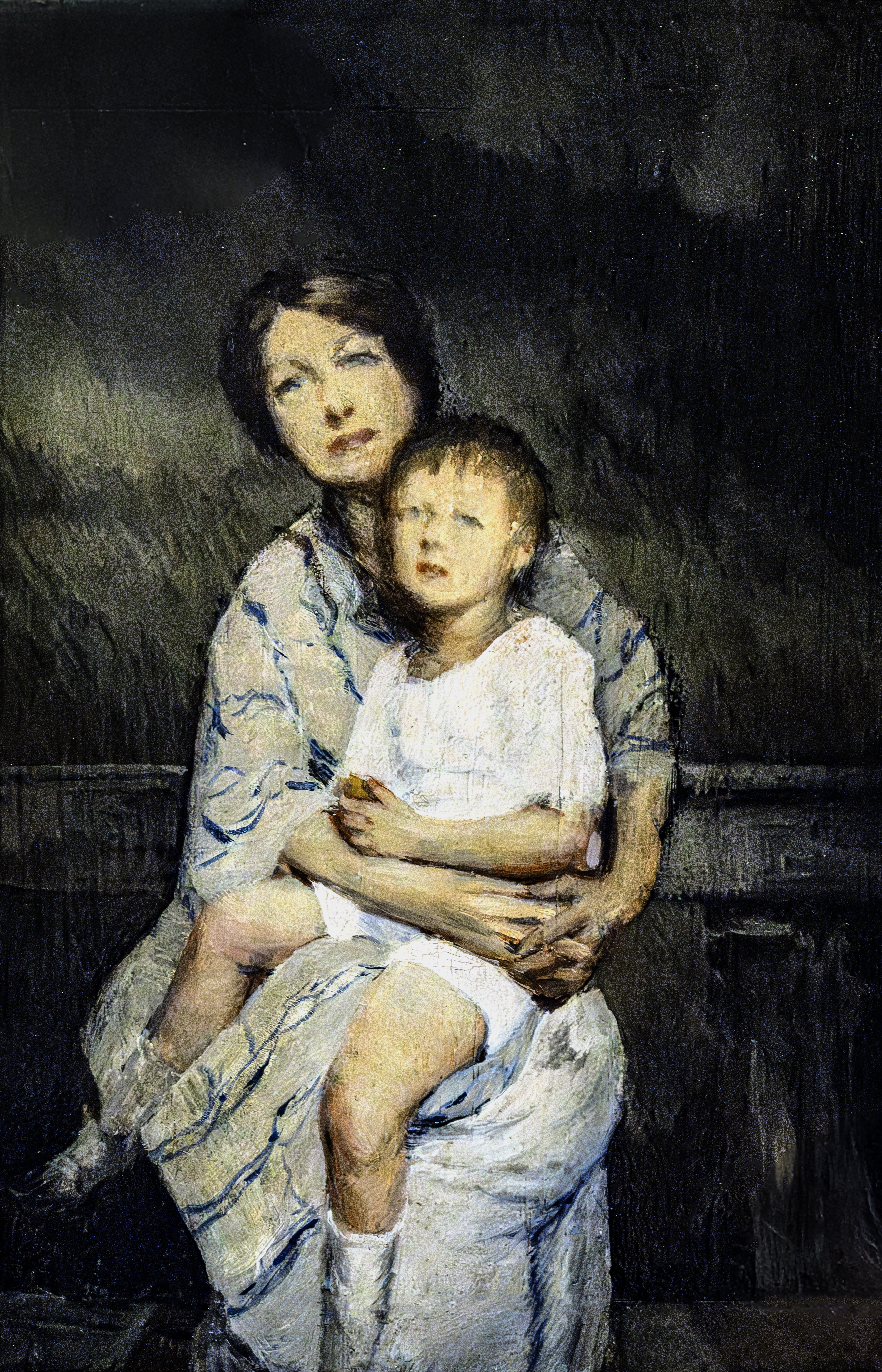
'Francesca et Riccardo'  vers 1917
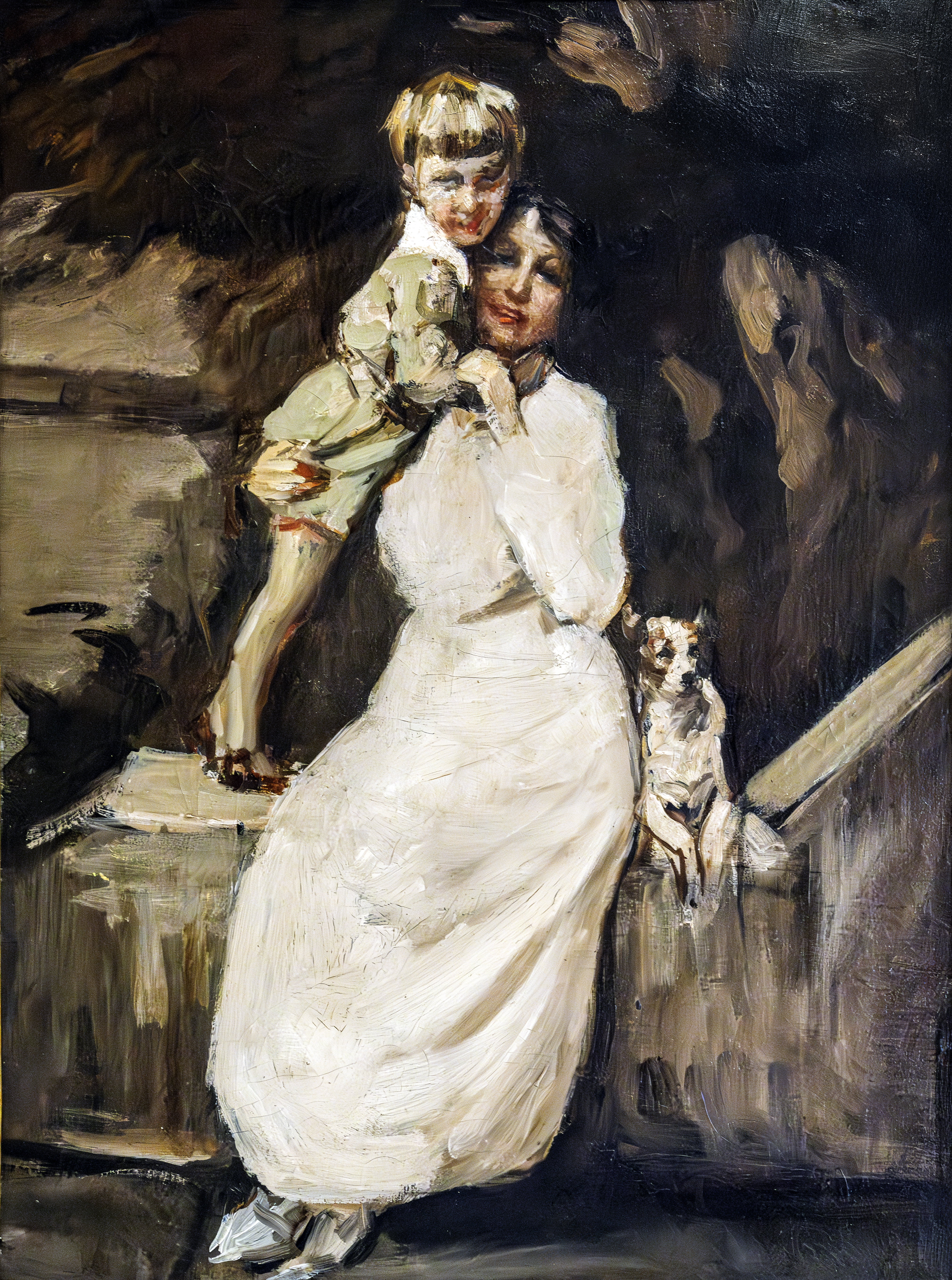
Maternité (Croquis de portrait) (1917)
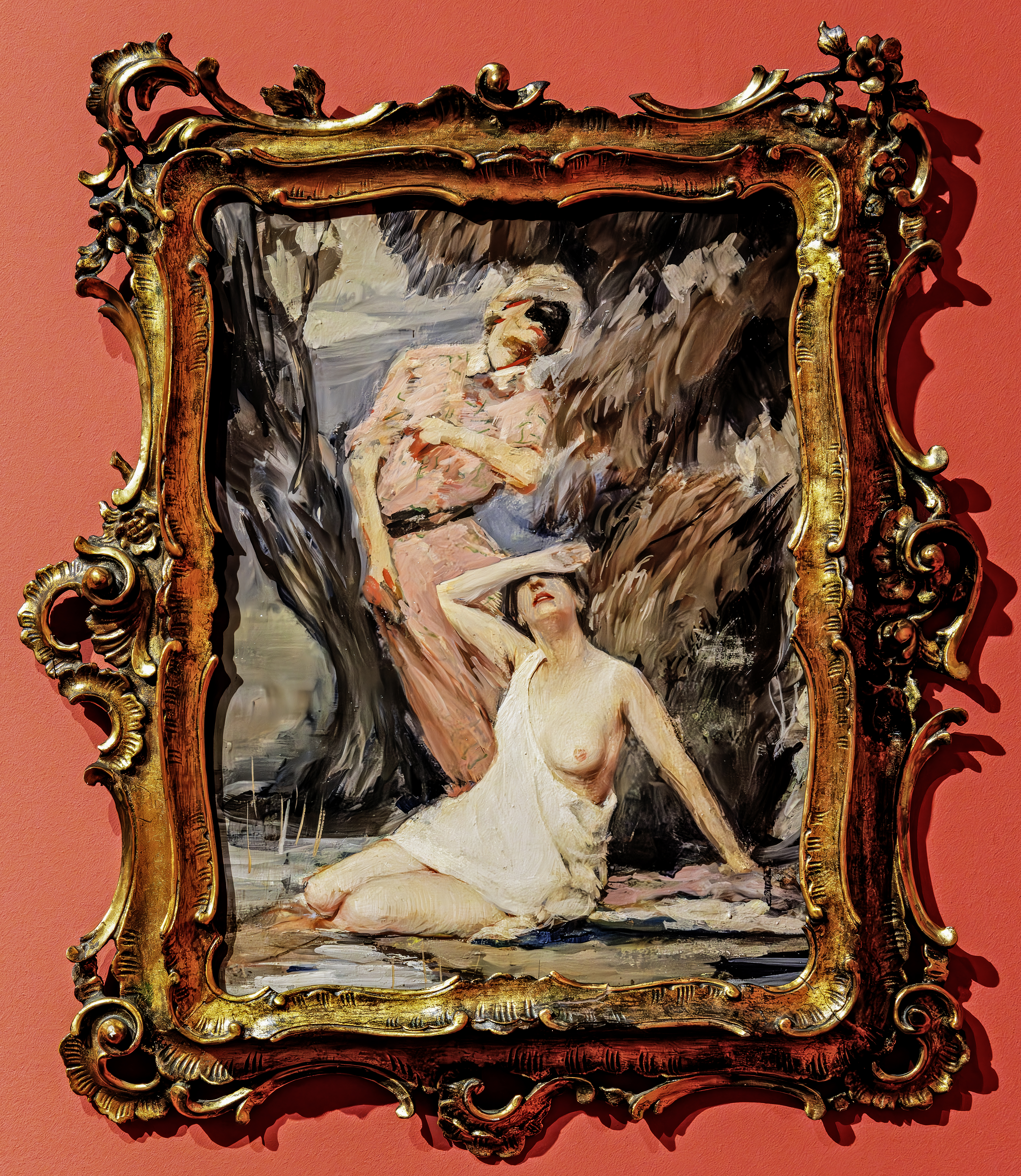
L'offrande d'Arlequin (1920)
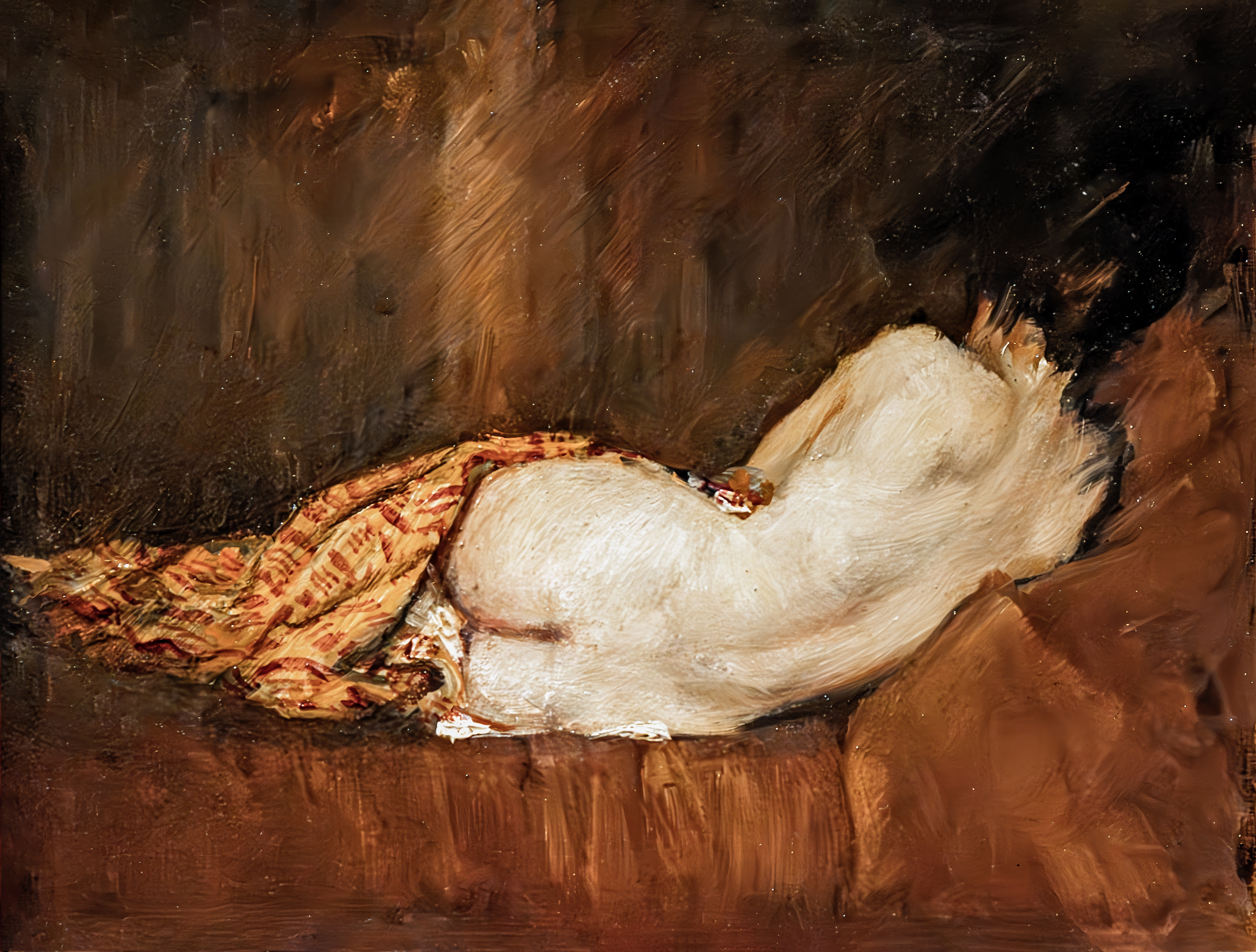
Nu feminin de dos (1920)
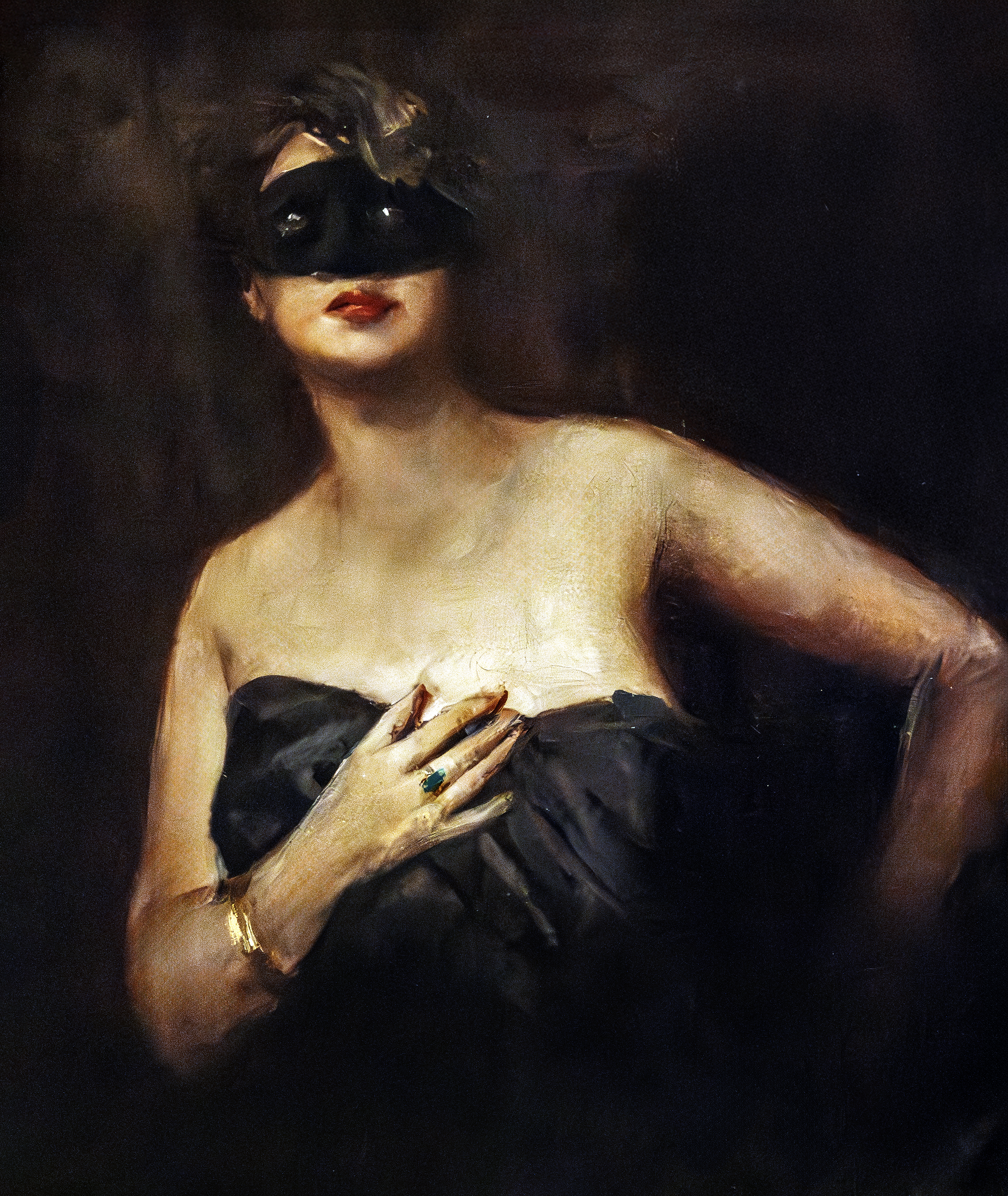
Francesca avec le masque vers 1920
Etude de nu (1920)
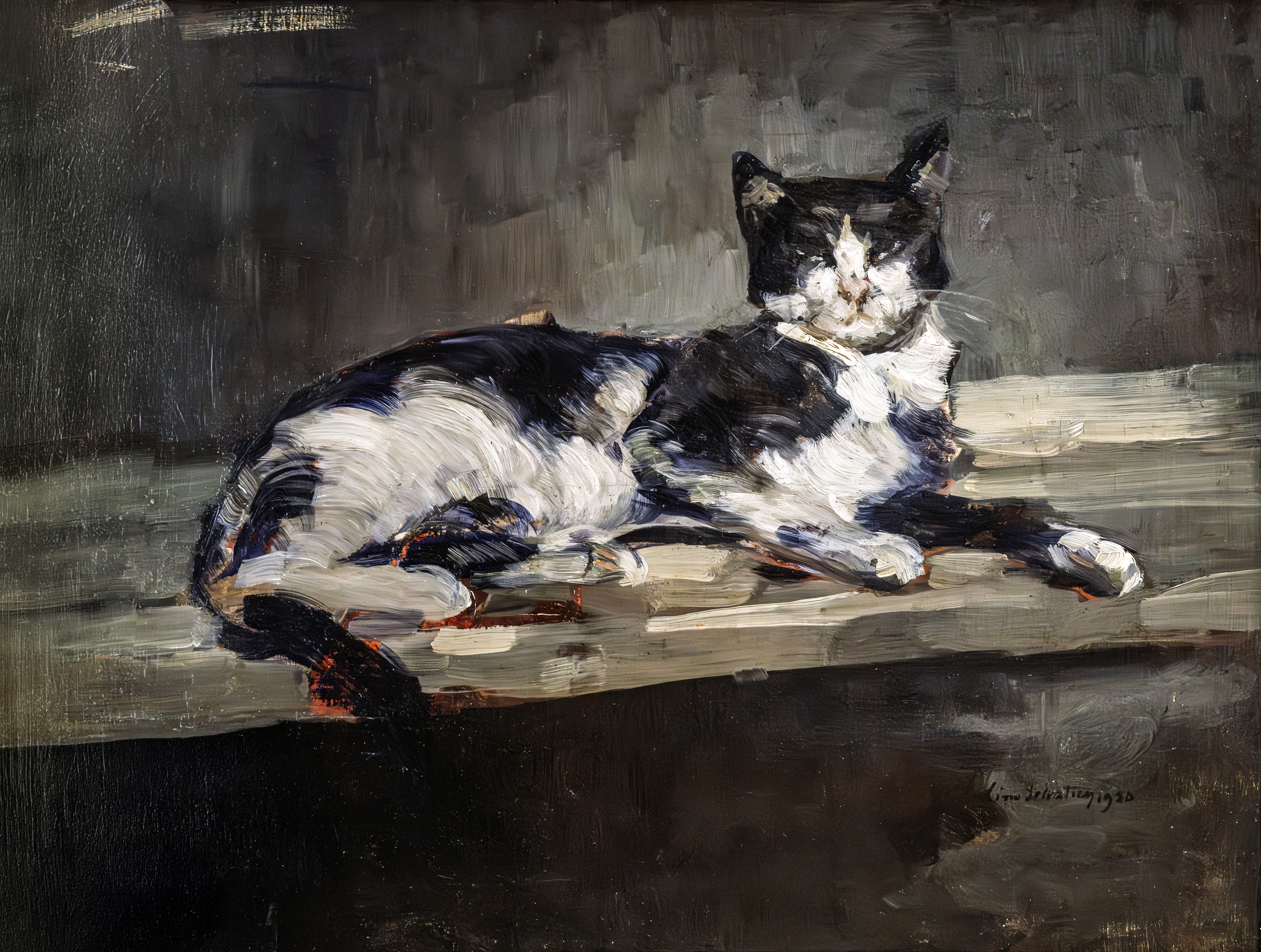
Le chat (1920)
Nu feminin (1922)
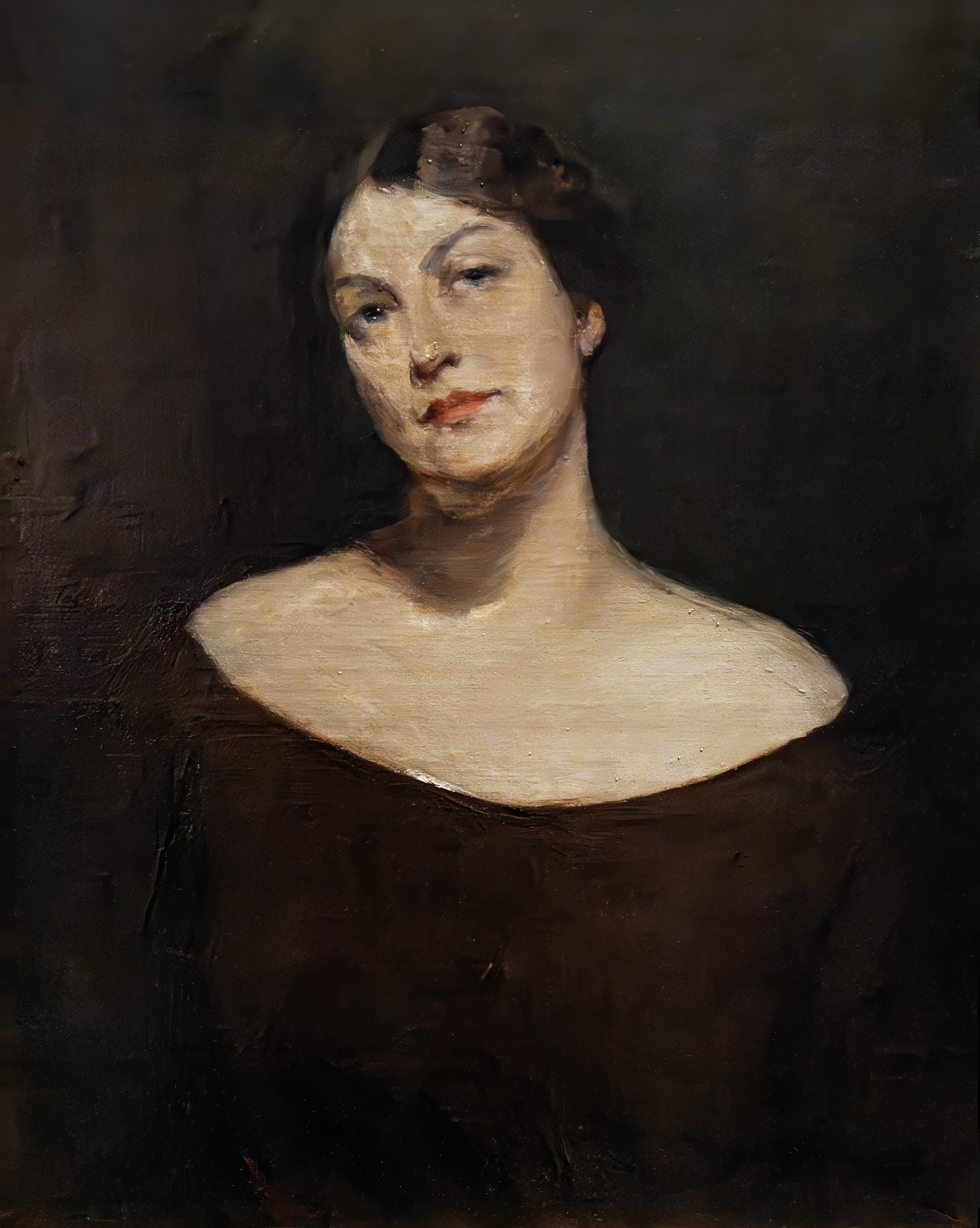
Mon épouse (1922)
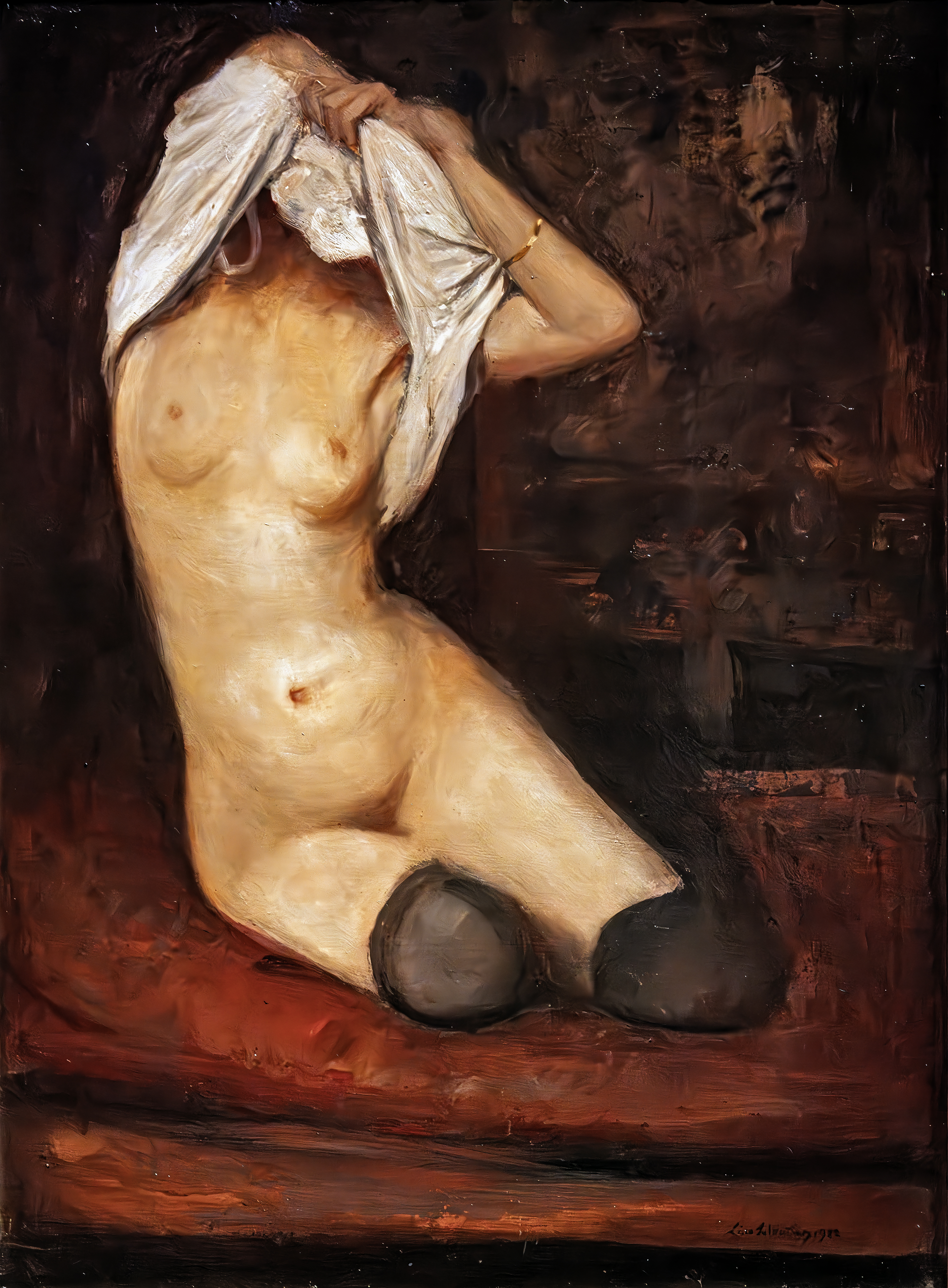
Femme se déshabillant (1922)
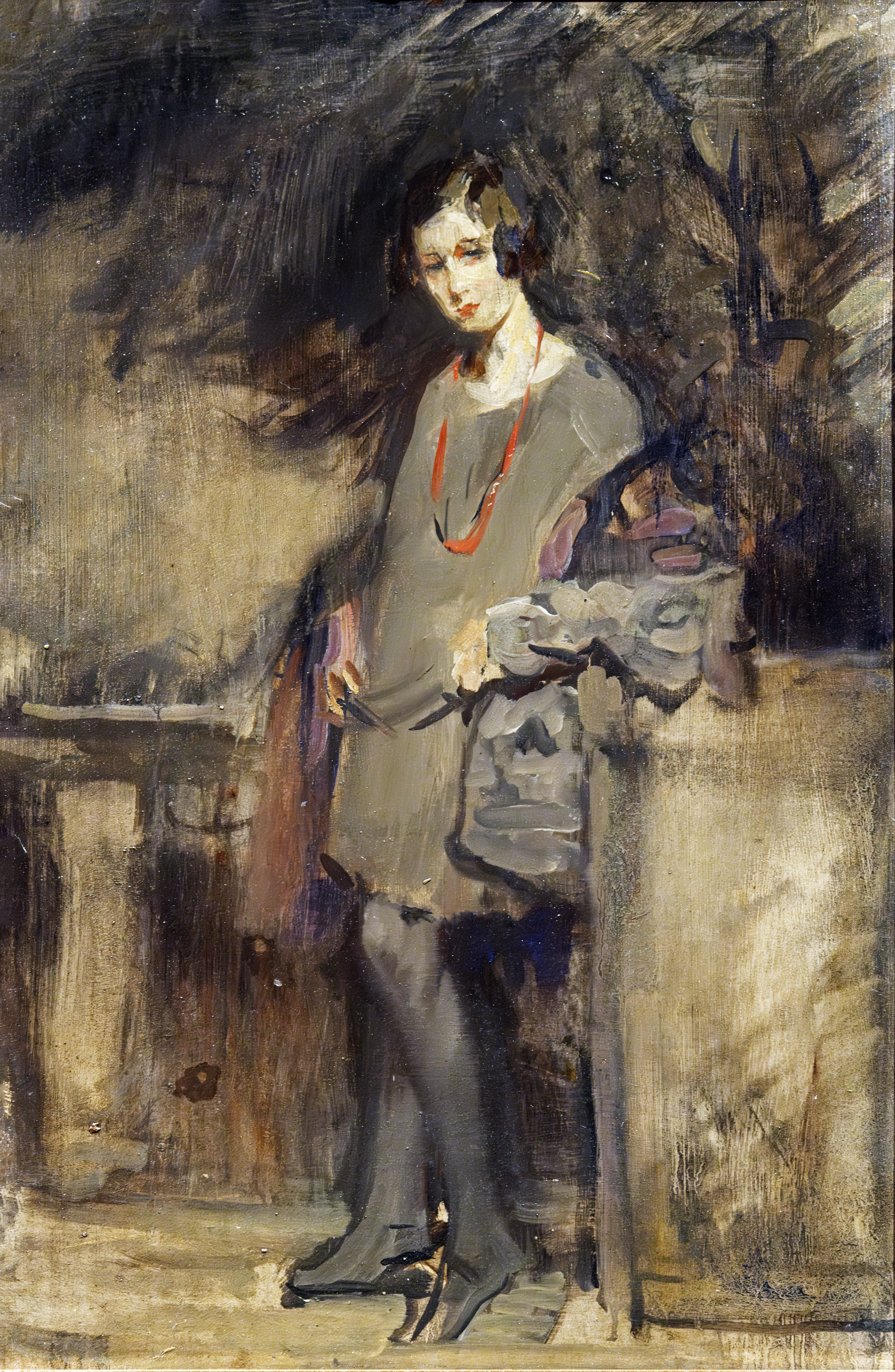
Croquis prépararoire pour Portrait de  Teresita Lorenzon  (1923)
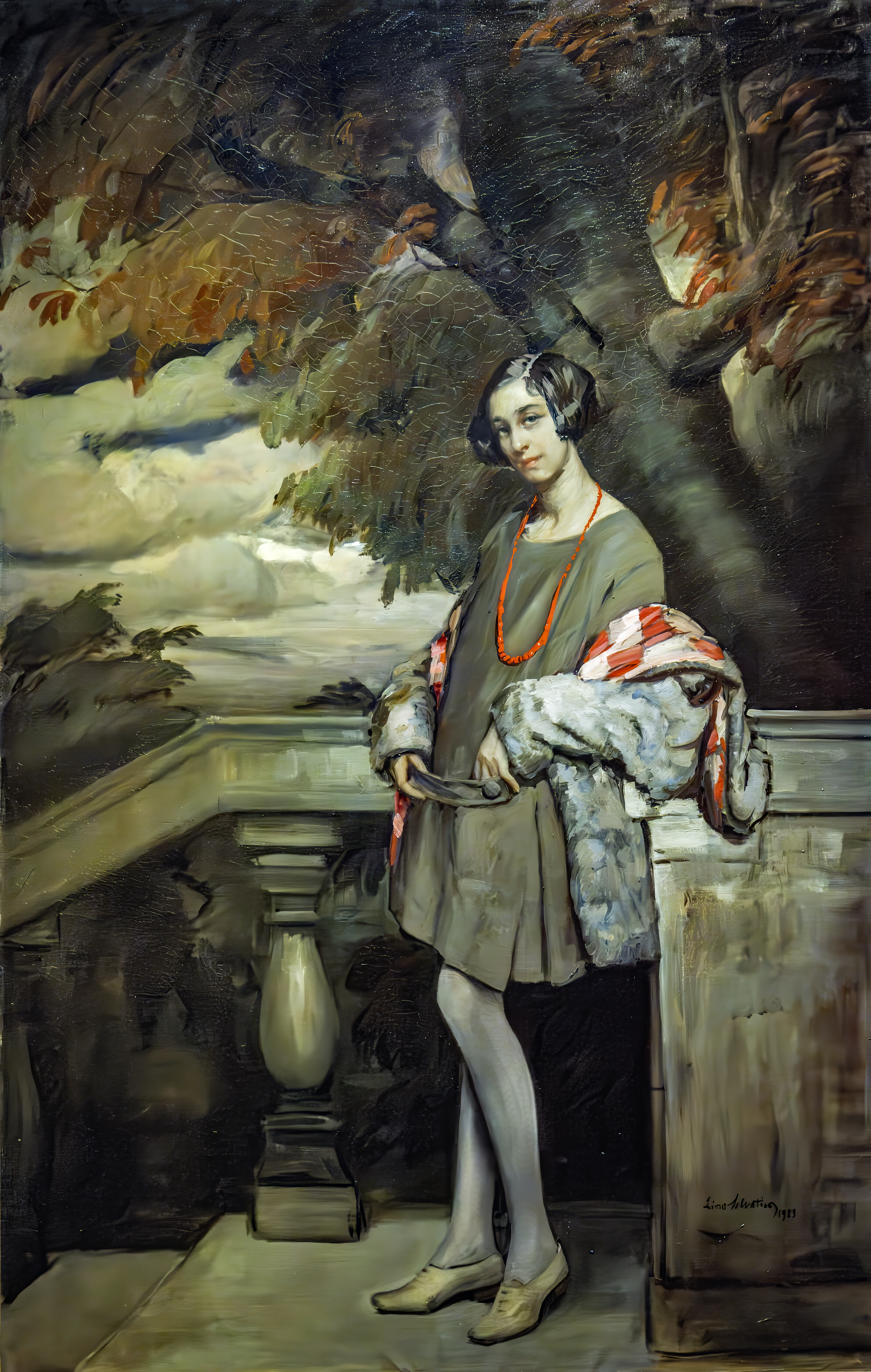
Portrait de  Teresita Lorenzon  (1923)
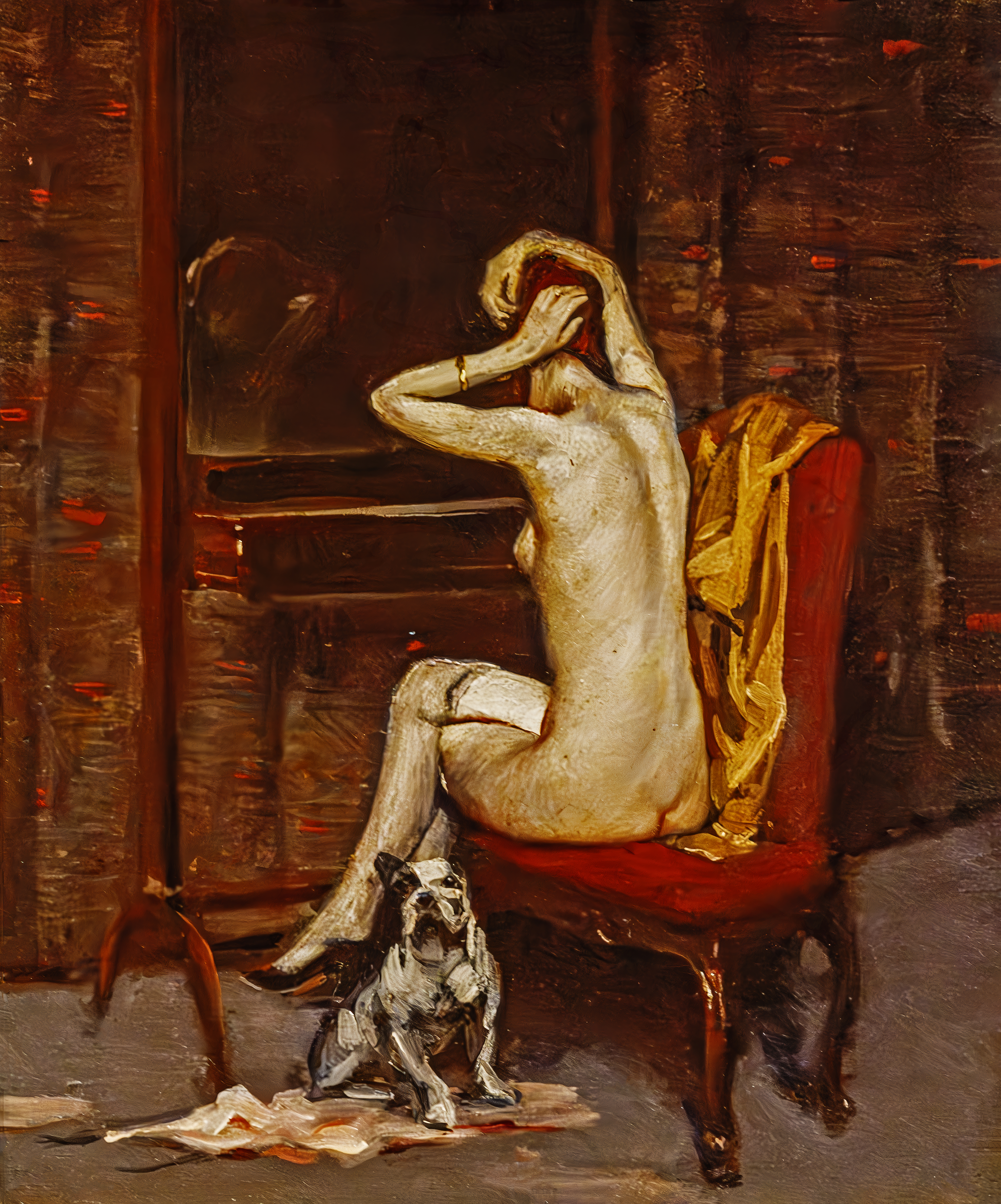
Nu féminin assis de dos avec un chien (Pierot) (1923)
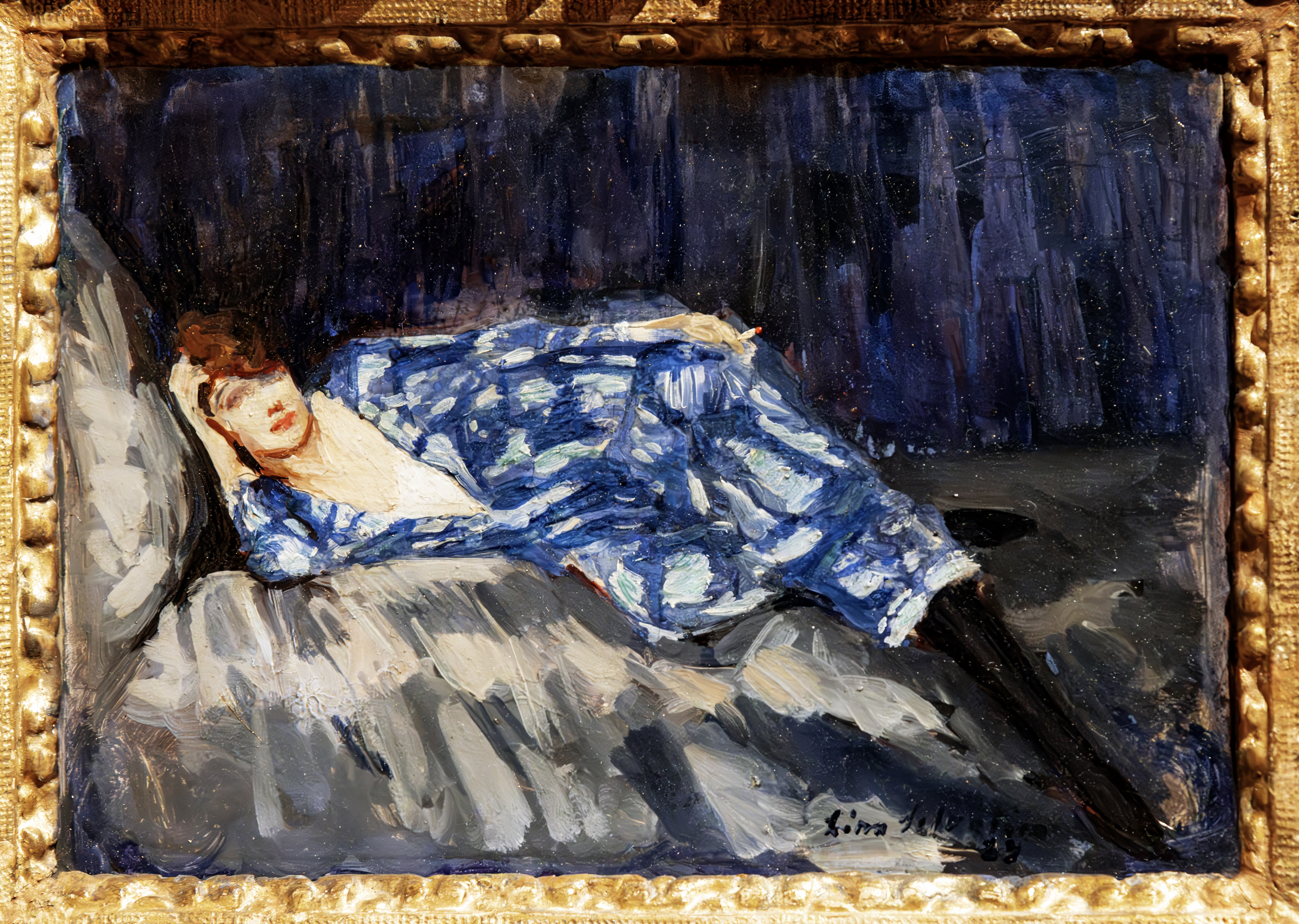
Femme à la cigarette (1923)
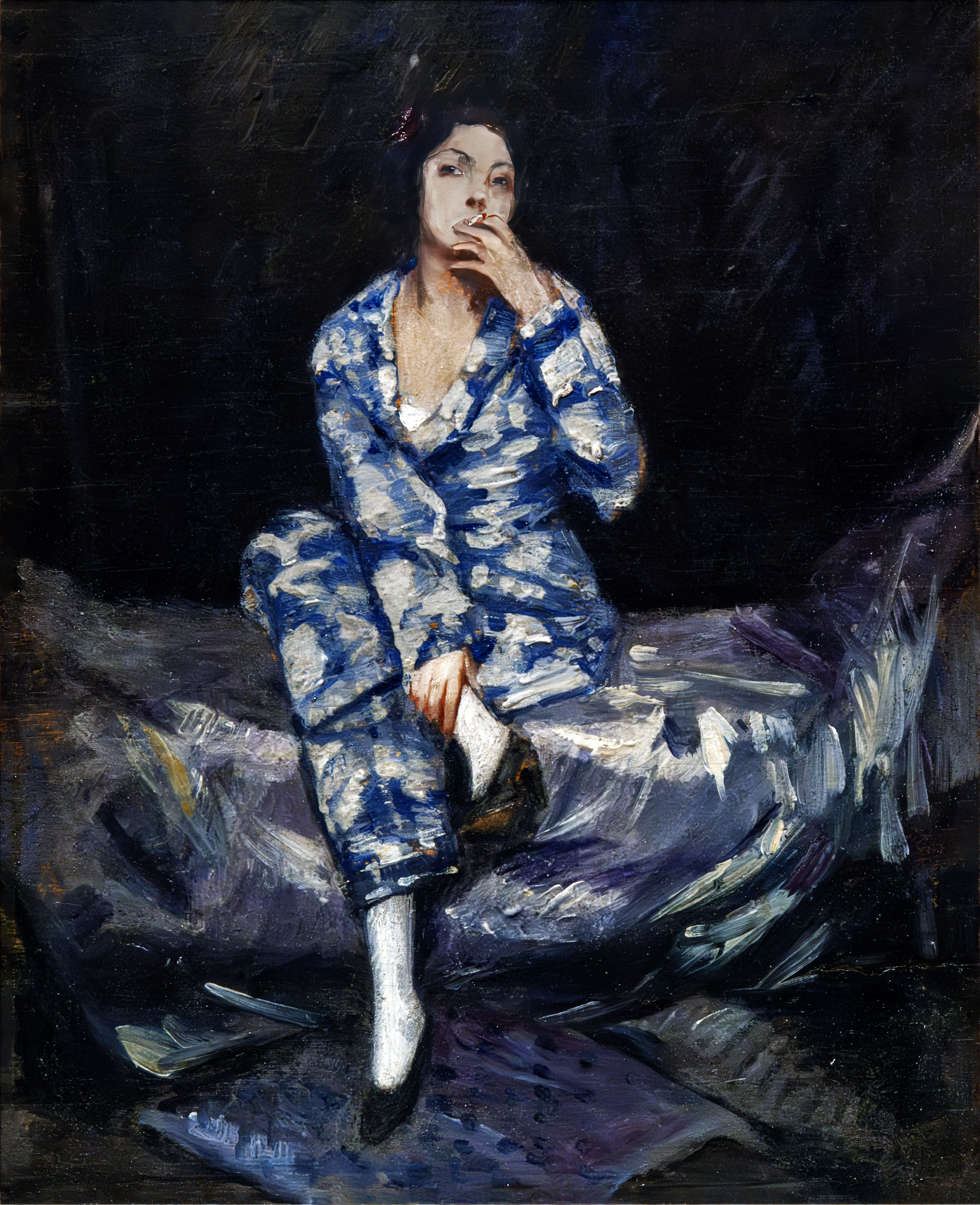
La cigarette (femme assise)  (1923)
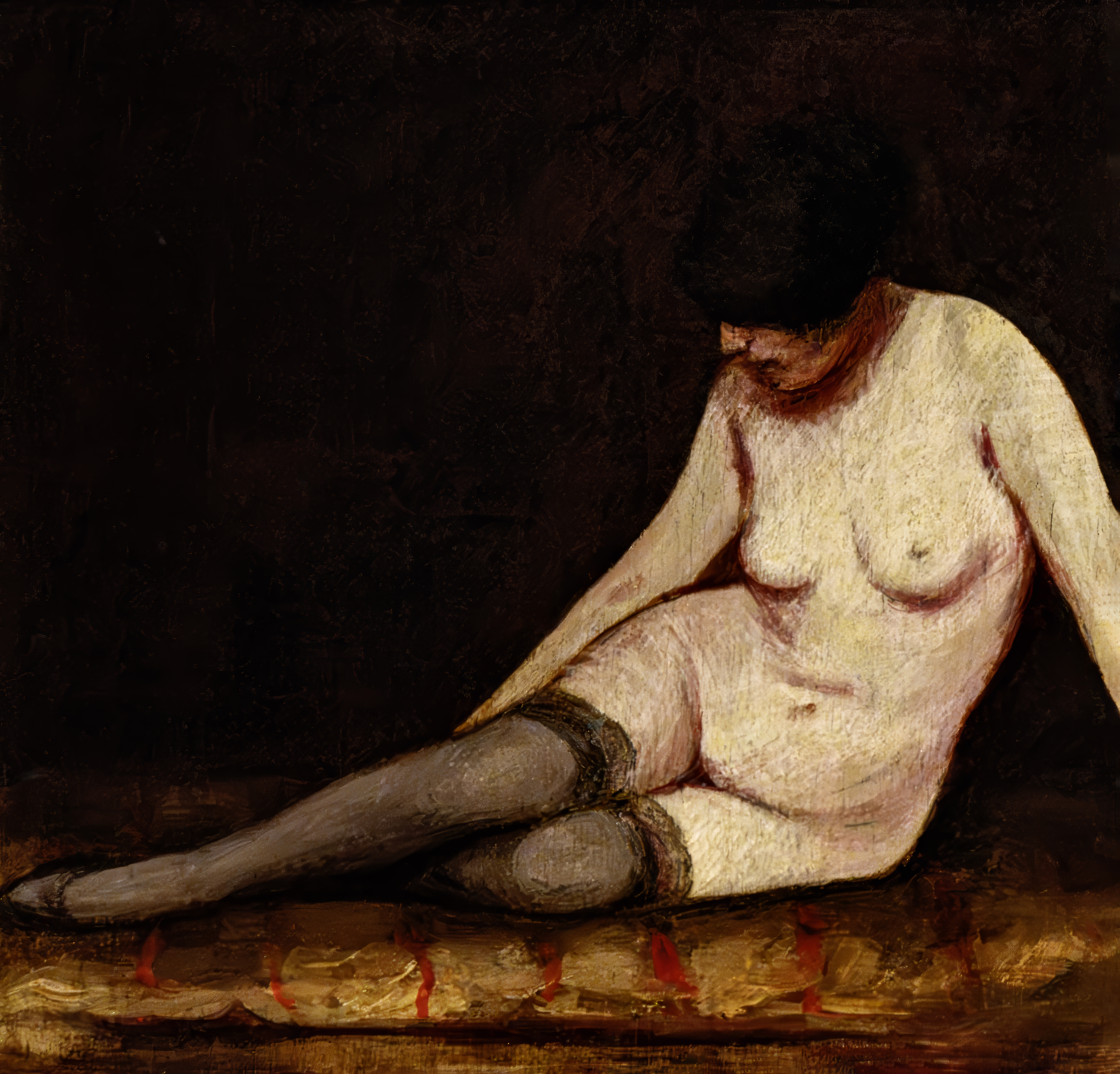
Nudo femminile in calze di seta (1923)
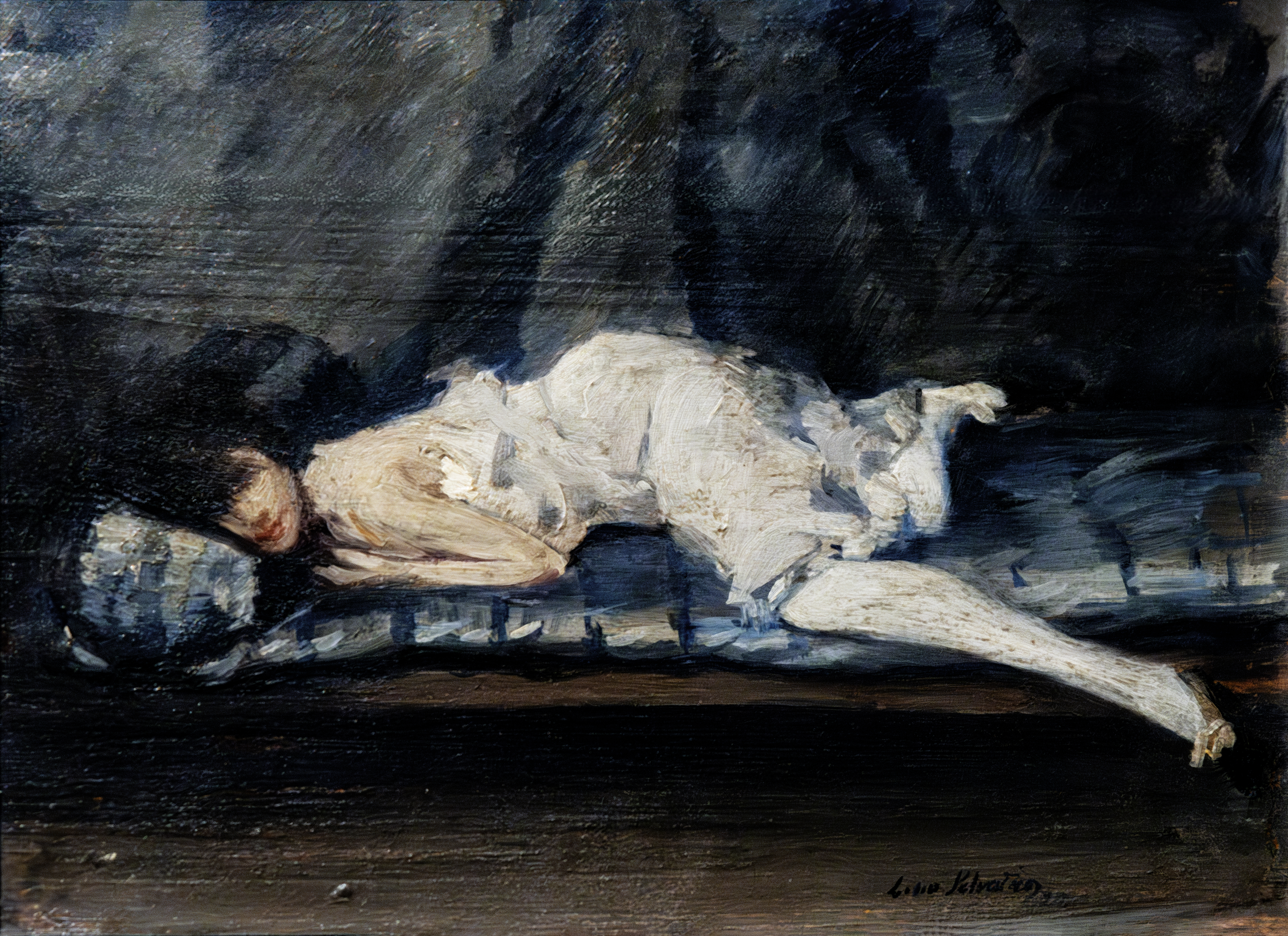
Figure couchée (1923)
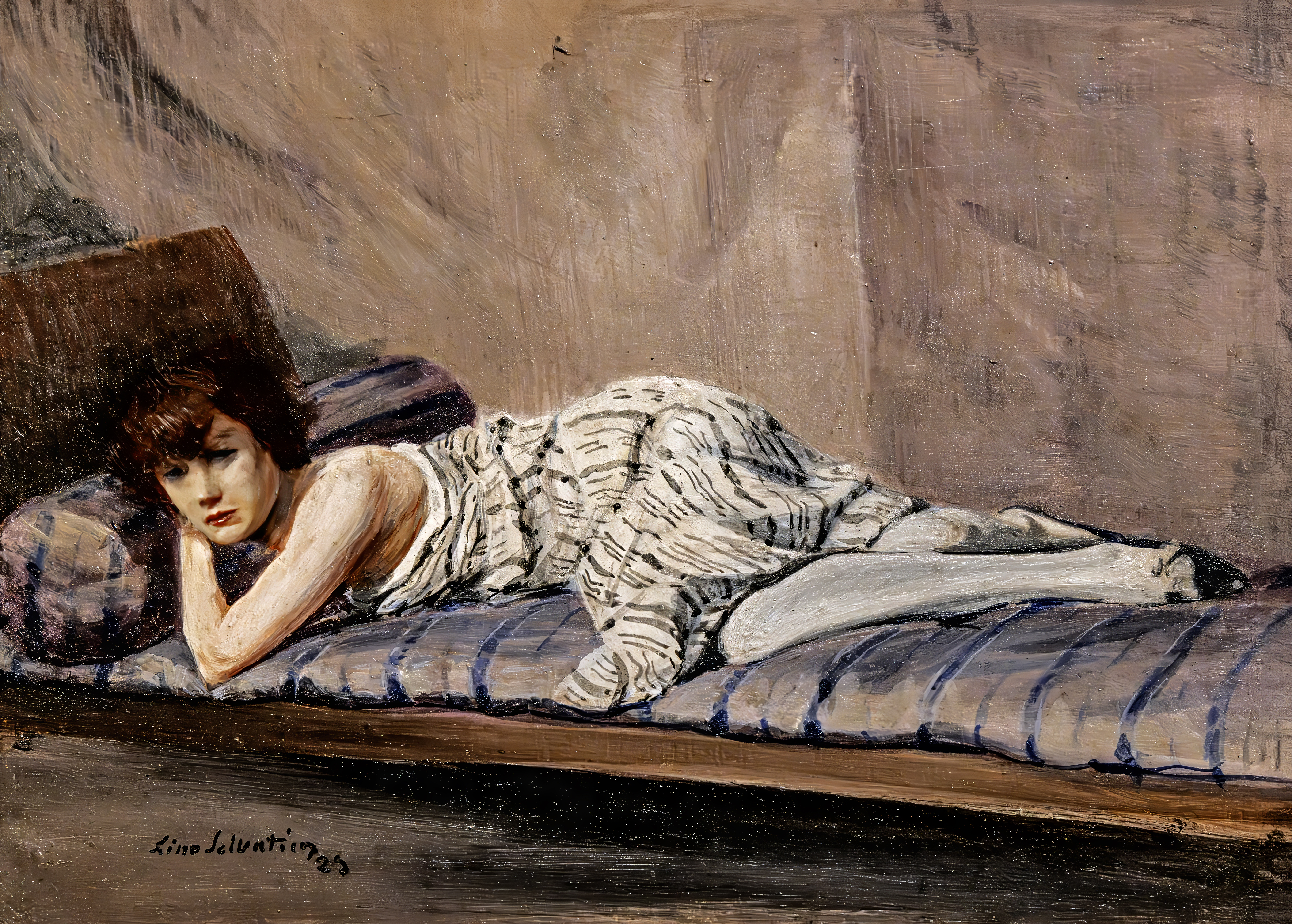
Oreillet violet  (1923)
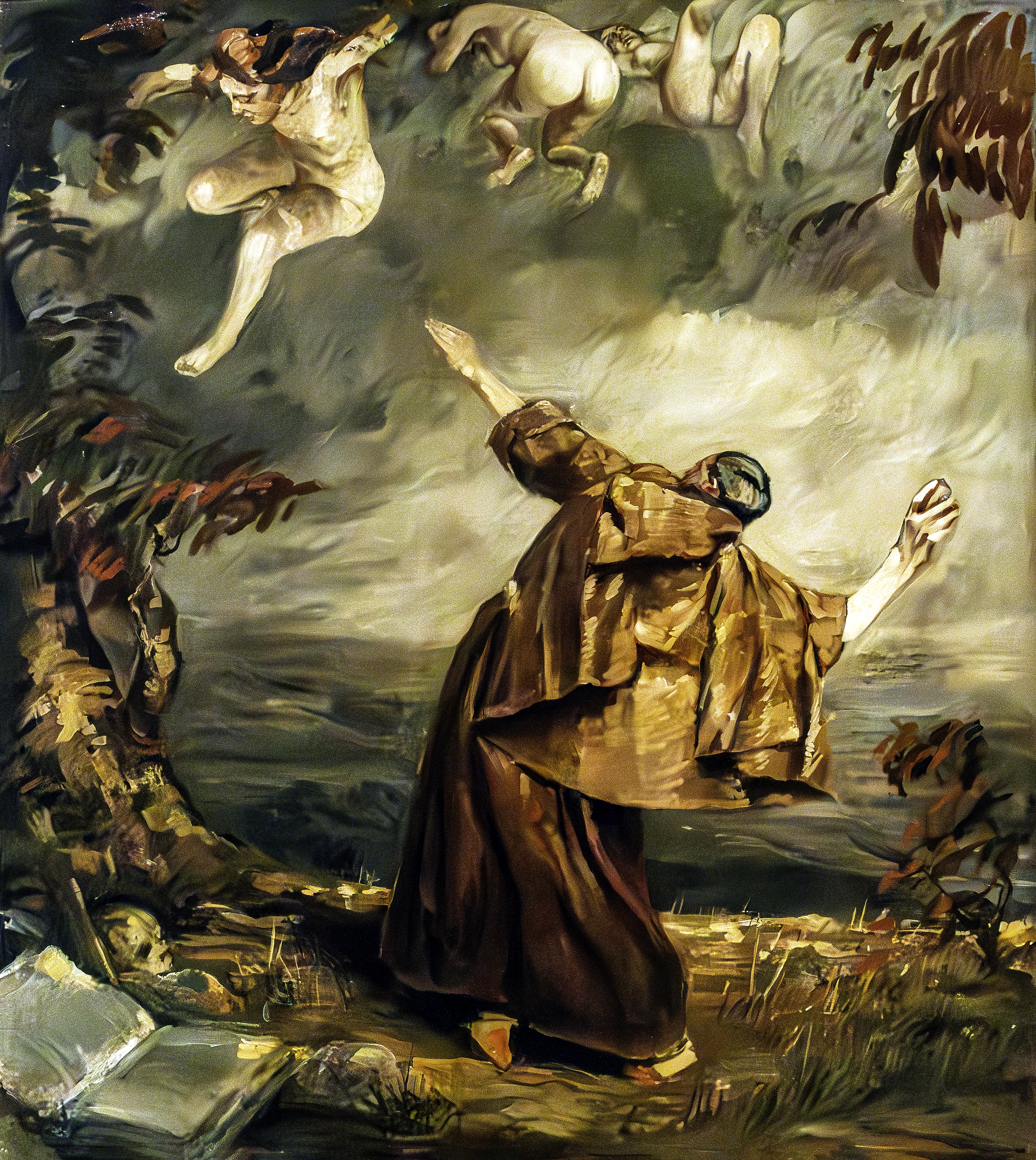
Saint Antoine repousse les tentations (1923)
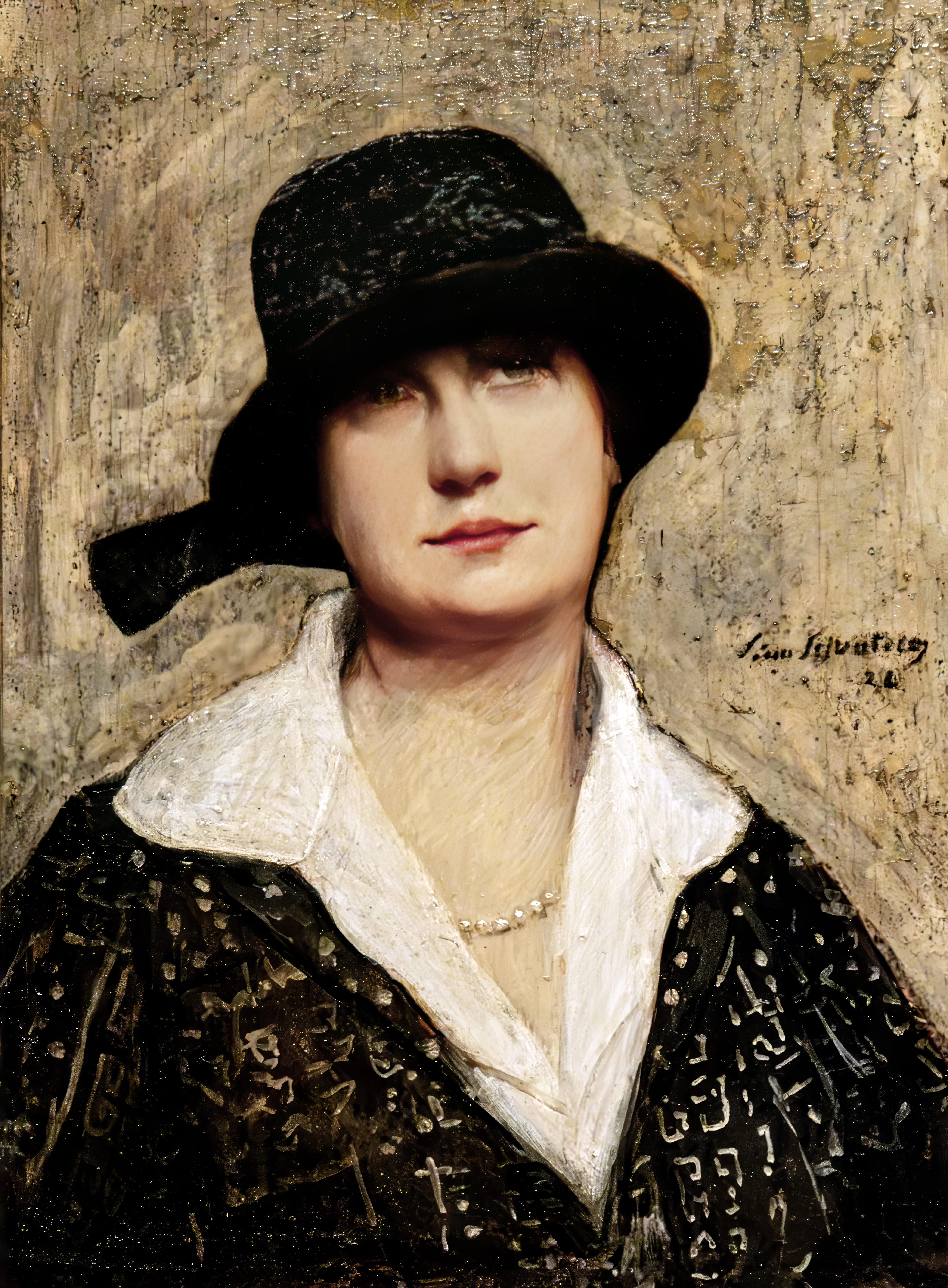
Portrait de l'épouse - Francesca avec un chapeau noir (1924)